# Харковска школа на романтиците
Харковската школа на романтиците (на украински: Харківська школа романтиків) е група млади украински поети, преподаватели и студенти в Харковския университет, активни през 30-те и 40-те години на XIX век.
Терминът „школа“ е предложен от изследователя и издател на техните трудове Агапий Шамрай.

## Членове
Основните представители на Харковската школа на романтиците са:
| Портрет  | Поет               | Година на раждане |
| -------- | ------------------ | ----------------- |
| безрамки | Измаил Срезневски  | 1812 г.           |
| безрамки | Амвросий Метлински | 1814 г.           |
| безрамки | Микола Костомаров  | 1817 г.           |
| безрамки | Левко Боровиковски | 1806 г.           |
| безрамки | Михайло Петренко   | 1817 г.           |
| безрамки | Иван Росковшенко   | 1809 г.           |
|          | Опанас Шпихоцки    | 1809 г.           |
|          | Олександр Корсун   | 1818 г.           |
| безрамки | Якив Шчохолив      | 1824 г.           |

## Дейност и идеи
Дейността на тази група поети, както и при други народи от епохата на романтизма, е свързана с пробуждането на националното съзнание, в резултат на което възниква интерес към народното творчество. Събирайки, публикувайки и имитирайки регионалното народно творчество, харковските романтици развиват теми, основани на народни песни, приказки, легенди и прибягват до исторически мотиви. В резултат на този интерес, Харковските романтици виждат народния човек по различен начин от своите предшественици (Иван Котляревски, Григорий Квитка-Основяненко) – гледайки го не отвисоко, като наивно дете на природата, а като източник на духовно възраждане, сила и поетично вдъхновение. Този нов възглед се споделя дори от онези от групата, уплашени от разправата с кирило-методистите (Пантелеймон Кулиш, Тарас Шевченко), невярващи във възможността за национално възраждане на украинския народ (напр. Амвросий Метлински). Осъждайки писмената бурлеска, култивирана от предишното поколение, Харковските романтици напомнят (според Пантелеймон Кулиш) на украинската образована класа, че „тя има роден език, който може се използва не само за ругаене на невнимателния човек“.
Проява на това ново отношение към народа е „Книга за битието на украинския народ“, написана от Костомаров след преместването му в Киев, в която за първи път е систематизирана идеята за украински месианизъм, въпреки че самият автор не е напълно сигурен в своите национални и политически възгледи.

## Препратки
1. ↑  Шамрай А. Харківські поети 30–40 років XIX століття. — Харков: Держ. вид-во України, 1930. — с. 191